# Dovzjansk
Dovzjansk (Oekraïens: Довжанськ) is een stad in het zuidoosten van Oekraïne aan de grens met Rusland.
Het is het bestuurlijke centrum van het omliggende rayon Dovzjansk, ook al valt de stad zelf niet onder het rayon. De stad ligt 80 km verwijderd van Loehansk, de hoofdstad van het gelijknamige oblast. Tot 12 mei 2016 heette de stad nog Sverdlovsk, maar werd dan hernoemd zoals wel meerdere steden in Oekraïne in het kader van de decommunisatie.
In 1938 werden enkele dorpjes samengevoegd en kreeg de nieuwe stad de naam Sverdlovsk, ter ere van de bolsjewiek Jakov Sverdlov.

## Geboren
- Aleksandr Demjanenko (1937), toneelspeler, acteur en stemacteur
- Joerij Jelisejev (1949), voetballer
- Aleksandr Riyabkin (1989), wielrenner